# 張祥 (嘉靖進士)
張祥（1496年—？），字元吉，南京錦衣衛官籍，直隸常州府武進縣人，明朝政治人物。

## 生平
山東鄉試第四十七名舉人，曾任山東泗水縣學訓導。嘉靖二十年（1541年）中式辛丑科會試第二百五十七名，登第三甲第五十一名進士。授河南開封府鄢陵县知县。官至楚雄府知府。

## 家族
曾祖張鎬，蔭襲舍人；祖父張浩，錦衣衛正千戶；父張春，錦衣衛正千戶。前母劉氏；前母李氏；母唐氏（封宜人）；繼母馬氏；繼母彭氏。慈侍下。兄张瑞（锦衣卫正千户）。弟张祉。